# الحرارشة (وادي الدواسر)
قبيلة الحرارشة،  مركز من فئة (أ) في محافظة وادي الدواسر، والتابعة لمنطقة الرياض في السعودية وامير القبيلة محمد مترك الخضاري وتبعد الحرارشة عن محافظة وادي الدواسر بمسافة تقارب () كم.